# Am Universum
Am Universum ist das fünfte Studioalbum der finnischen Metal-Band Amorphis. Es erschien im April 2001 als letztes Amorphis-Album bei Relapse Records. Am Universum ist vermutlich das experimentellste Album von Amorphis.

## Entstehung und Veröffentlichung
Vor den Aufnahmen zu Am Universum verließ der Bassist Olli-Pekka Laine Amorphis und wurde von Niclas Etelävuori ersetzt. Santeri Kallio, der bereits auf dem Vorgängeralbum Tuonela als Keyboarder mitgewirkt hatte, wurde ständiges Bandmitglied. Vom Oktober bis Dezember 2000 nahm Amorphis in der leicht veränderten Besetzung Am Universum in den Finnvox Studios auf. Als Gastmusiker traten der Saxophonist Sakari Kukko und Antti Halonen mit Singender Säge auf.
Am Universum erschien am 3. April 2001 bei Relapse Records, in Europa bei Nuclear Blast und in Finnland bei Spinefarm Records. Die Single Alone wurde am 1. Februar 2001 im Vorfeld des Albums veröffentlicht. Am 26. März 2001 erschien Am Universum auf Vinyl-Schallplatte bei Nuclear Blast.
Neben der normalen Version existiert eine japanische Ausgabe des Albums mit dem zusätzlichen Stück Too Much To See, das bereits auf der Single Alone als B-Seite veröffentlicht wurde.

## Stil

### Musik
Auf Am Universum setzt Amorphis die Entwicklung der vorherigen Alben fort. Nachdem Tuonela mit dem Verzicht auf Growlgesang die Abkehr vom Death Metal markierte, entwickelte Amorphis auf Am Universum die psychedelische Seite der Vorgängeralben weiter. Die progressiven Elemente wie Saxophon und Hammondorgel nehmen an Bedeutung zu. Einige Stücke enthalten Jamsessions, die Gitarrenspuren werden häufig mit Tremolo- und Flanger-Effekten verfremdet oder mit Echo unterlegt. Das Webmagazin Vampster schreibt: „Am Universum ist keine Metal-Platte – sondern ein ganz wunderbares Rockalbum.“ (Andrea Veyhle im Review zu Am Universum) Christopher Kelter rückte die Melodieführung und Atmosphäre in seiner Rezension auf der Webseite Roughedge.com in die Nähe von Pink Floyd.

### Texte und Cover
Am Universum geht textlich die Entwicklung der Vorgängeralben weiter. Während auf Elegy das finnische Kanteletar noch direkt als Quelle diente und Tuonela wenigstens noch von finnischer traditioneller Lyrik inspiriert war, verzichtete die Band bei Am Universum gänzlich auf Bezüge zur finnischen Mythologie.
Pasi Koskinen, der alle Texte schrieb, begründet diese Entwicklung in einem Interview damit, dass die Band weder in der öffentlichen Wahrnehmung, noch im eigenen Ausdruck auf die alten Textgrundlagen beschränkt werden wollte.

## Erfolge und Kritik
Am Universum stieg auf Platz 4 der finnischen Album-Charts ein und war damit das bis dahin erfolgreichste Amorphis-Album. Alone erreichte in der zweiten Woche Platz 1 der finnischen Single-Charts und hielt diese Platzierung zwei weitere Wochen. Insgesamt ist die Single auf Platz 226 der finnischen Single-„best-of-all-time“ und damit die erfolgreichste Amorphis-Single.
Während Tuonela noch häufig darunter zu leiden hatte, dass Amorphis als Death-Metal-Band angesehen wurde, machte Am Universum den meisten Fans und Rezensenten die Abkehr vom Death Metal klar und erschloss Amorphis somit neue Fans und den alten Fans eine neue Perspektive auf die Band. Die Rezensionen fallen überwiegend positiv aus, besonders hervorgehoben werden der Gesang von Pasi Koskinen, die Keyboard-Spuren und die Melodien. Jason Hundey kritisiert für den All Music Guide die Saxophon-Parts und fasst zusammen: 

“This album is phenomenal, yet […] sometimes unbearable.”

„Das Album ist phänomenal, allerdings […] manchmal unerträglich.“

Zusammenfassend stellt er fest, dass „Amorphis ihre Kreativität [missbraucht] und untrainierte Ohren mit taktlosen Jazzelementen [bedrängt haben], um ihren Status als ‚creative band‘ zu festigen.“

## Titelliste
1. Alone – 6:18
2. Goddess (Of the Sad Man) – 3:59
3. Night Is Over – 4:04
4. Shatters Within – 5:19
5. Crimson Wave – 4:45
6. Drifting Memories – 4:24
7. Forever More – 4:33
8. Veil of Sin – 5:10
9. Captured State – 4:27
10. Grieve Stricken Heart – 6:39
11. Too Much To See (Bonustrack) – 3:38